# Physaria aurea
Physaria aurea är en korsblommig växtart som först beskrevs av Elmer Ottis Wooton, och fick sitt nu gällande namn av O'kane och Al-shehbaz. Physaria aurea ingår i släktet Physaria och familjen korsblommiga växter. Inga underarter finns listade i Catalogue of Life.